# Championnats d'Europe juniors de natation
Les Championnats d'Europe juniors de natation désignent des compétitions réservées à des sportifs européens âgés, selon les disciplines de la natation et le sexe des participants, entre 14 et 19 ans. Différemment organisés depuis leur création, ces championnats attribuent les titres continentaux juniors en nage en eau libre, natation sportive (grand bassin), natation synchronisée et plongeon. Il existe également des tournois masculin et féminin de water-polo organisés annuellement.
C'est en 1961 qu'est organisé à Vienne en Autriche la première compétition européenne destinée aux jeunes nageurs alors âgés jusqu'à 15 ans. Les éditions 1963 et 1965 sont disputées à Cava de' Tirreni en Italie et à Barcelone en Espagne. Désigné à l'époque par l'appellation « Critérium international de la jeunesse », la compétition est reconnue par la Ligue européenne de natation qui organise en 1967 les premiers Championnats d'Europe juniors de natation où sont mis en jeu des titres en natation sportive et en plongeon. Plus tard, mais assez marginalement, les championnats rassemblent au même endroit les représentants de diverses disciplines. 
Après diverses intégrations, le programme actuel des Championnats d'Europe juniors est le même que les Championnats d'Europe élites en ce qui concerne la natation sportive.

## Groupes d'âge
| Discipline            | Âge                                             | Âge                                             |
| Discipline            | Garçons                                         | Filles                                          |
| --------------------- | ----------------------------------------------- | ----------------------------------------------- |
| Nage en eau libre     | 17-19 ans                                       | 16-18 ans                                       |
| Natation sportive     | 17-18 ans                                       | 15-16 ans                                       |
| Natation synchronisée | N/A                                             | 15-18 ans                                       |
| Plongeon              | Catégorie A : 16-18 ans Catégorie B : 14-15 ans | Catégorie A : 16-18 ans Catégorie B : 14-15 ans |

## Éditions

### Natation sportive / Plongeon / Natation synchronisée
Voici détaillée la chronologie des villes hôtes des rendez-vous européens juniors pour la natation sportive, le plongeon et la natation synchronisée,.
| Année | Natation sportive                                    | Plongeon                                             | Natation synchronisée                                |
| ----- | ---------------------------------------------------- | ---------------------------------------------------- | ---------------------------------------------------- |
| 1967  | Linköping, Suède                                     | Linköping, Suède                                     | —                                                    |
| 1969  | Vienne, Autriche                                     | Vienne, Autriche                                     | —                                                    |
| 1971  | Rotterdam, Pays-Bas                                  | Rotterdam, Pays-Bas                                  | —                                                    |
| 1973  | Leeds, Royaume-Uni                                   | Leeds, Royaume-Uni                                   | —                                                    |
| 1975  | Genève, Suisse                                       | Genève, Suisse                                       | —                                                    |
| 1976  | Oslo, Norvège                                        | Oslo, Norvège                                        | —                                                    |
| 1978  | Florence, Italie                                     | Florence, Italie                                     | —                                                    |
| 1980  | Skövde, Suède                                        | Skövde, Suède                                        | Berne, Suisse                                        |
| 1982  | Innsbruck, Autriche                                  | Innsbruck, Autriche                                  | Innsbruck, Autriche                                  |
| 1983  | Mulhouse, France                                     | Mulhouse, France                                     | —                                                    |
| 1984  | Luxembourg, Luxembourg                               | Luxembourg, Luxembourg                               | La Haye, Pays-Bas                                    |
| 1985  | Genève, Suisse                                       | Genève, Suisse                                       | —                                                    |
| 1986  | Berlin-Ouest, RFA                                    | Berlin-Ouest, RFA                                    | Berlin-Ouest, RFA                                    |
| 1987  | Rome, Italie                                         | Rome, Italie                                         | —                                                    |
| 1988  | Amersfoort, Pays-Bas                                 | Amersfoort, Pays-Bas                                 | Ede, Pays-Bas                                        |
| 1989  | Leeds, Royaume-Uni                                   | Leeds, Royaume-Uni                                   | —                                                    |
| 1990  | Dunkerque, France                                    | Francfort, Allemagne                                 | Leicester, Royaume-Uni                               |
| 1991  | Anvers, Belgique                                     | Brasschaat, Belgique                                 | —                                                    |
| 1992  | Leeds, Royaume-Uni                                   | Leeds, Royaume-Uni                                   | Oulu, Finlande                                       |
| 1993  | Istanbul, Turquie                                    | Istanbul, Turquie                                    | —                                                    |
| 1994  | Pardubice, République tchèque                        | Pardubice, République tchèque                        | Moscou, Russie                                       |
| 1995  | Genève, Suisse                                       | Genève, Suisse                                       | —                                                    |
| 1996  | Copenhague, Danemark                                 | Copenhague, Danemark                                 | Netanya, Israël                                      |
| 1997  | Glasgow, Royaume-Uni                                 | Édimbourg, Royaume-Uni                               | —                                                    |
| 1998  | Anvers, Belgique                                     | Brasschaat, Belgique                                 | Narbonne, France                                     |
| 1999  | Moscou, Russie                                       | Aix-la-Chapelle, Allemagne                           | Loano, Italie                                        |
| 2000  | Dunkerque, France                                    | Istanbul, Turquie                                    | Bonn, Allemagne                                      |
| 2001  | La Valette, Malte                                    | La Valette, Malte                                    | Kharkov, Ukraine                                     |
| 2002  | Linz, Autriche                                       | Linz, Autriche                                       | Moscou, Russie                                       |
| 2003  | Glasgow, Royaume-Uni                                 | Édimbourg, Royaume-Uni                               | Andorre-la-Vieille, Andorre                          |
| 2004  | Lisbonne, Portugal                                   | Aix-la-Chapelle, Allemagne                           | Oświęcim, Pologne                                    |
| 2005  | Budapest, Hongrie                                    | Elektrostal, Russie                                  | Loano, Italie                                        |
| 2006  | Palma de Majorque, Espagne                           | Palma de Majorque, Espagne                           | Bonn, Allemagne                                      |
| 2007  | Anvers, Belgique                                     | Trieste, Italie                                      | Calella, Espagne                                     |
| 2008  | Belgrade, Serbie                                     | Minsk, Biélorussie                                   | Angers, France                                       |
| 2009  | Prague, République tchèque                           | Budapest, Hongrie                                    | Gloucester, Royaume-Uni                              |
| 2010  | Helsinki, Finlande                                   | Helsinki, Finlande                                   | Tampere, Finlande                                    |
| 2011  | Belgrade, Serbie                                     | Belgrade, Serbie                                     | Belgrade, Serbie                                     |
| 2012  | Anvers, Belgique                                     | Graz, Autriche                                       | ville-hôte non désignée                              |
| 2013  | Poznań, Pologne                                      | Poznań, Pologne                                      | Poznań, Pologne                                      |
| 2014  | Dordrecht, Pays-Bas                                  | Dordrecht, Pays-Bas                                  | Dordrecht, Pays-Bas                                  |
| 2015  | Bakou, Azerbaïdjan                                   |                                                      |                                                      |
| 2016  | Hódmezővásárhely, Hongrie                            | Rijeka, Croatie                                      | Rijeka, Croatie                                      |
| 2017  | Netanya, Israël                                      | Bergen, Norvège                                      | Belgrade, Serbie                                     |
| 2018  | Helsinki, Finlande                                   |                                                      |                                                      |
| 2019  | Kazan, Russie                                        |                                                      |                                                      |
| 2020  | Édition annulée en raison de la pandémie de Covid-19 | Édition annulée en raison de la pandémie de Covid-19 | Édition annulée en raison de la pandémie de Covid-19 |
| 2021  | Rome, Italie                                         |                                                      |                                                      |
| 2022  | Otopeni, Roumanie                                    |                                                      |                                                      |
| 2023  | Belgrade, Serbie                                     |                                                      |                                                      |
| 2024  | Vilnius, Lituanie                                    |                                                      |                                                      |
| 2025  | Šamorín, Slovaquie                                   |                                                      |                                                      |

### Nage en eau libre
| Année | Ville                  |
| ----- | ---------------------- |
| 2003  | Séville, Espagne       |
| 2004  | Saint-Affrique, France |
| 2005  | Bled, Slovénie         |
| 2006  | Lac Müritz, Allemagne  |
| 2007  | Milan, Italie          |
| 2008  | Sète, France           |
| 2009  | Porec, Slovénie        |
| 2010  | Hoorn, Pays-Bas        |
| 2011  | Navia, Espagne         |
| 2012  | Darıca, Turquie        |
| 2013  | Darıca, Turquie        |
| 2014  | Zagreb, Croatie        |
| 2015  | Tenero-Contra, Suisse  |
| 2016  | Piombino, Italie       |
| 2017  | Marseille, France      |

## Records des Championnats
Voici listés les records chronométriques par épreuve de natation sportive après l'édition 2013.
| Épreuve                | Nageuse                                                                           | Temps          | Édition     |
| Nage libre             | Nage libre                                                                        | Nage libre     | Nage libre  |
| ---------------------- | --------------------------------------------------------------------------------- | -------------- | ----------- |
| 50 m                   | Rozaliya Nasretdinova (RUS)                                                       | 25 s 05        | Poznań 2013 |
| 100 m                  | Maria Baklakova (RUS)                                                             | 54 s 78        | Poznań 2013 |
| 200 m                  | Isabel-Marie Gose (GER)                                                           | 1 min 57 s 51  | Kazan 2019  |
| 400 m                  | Isabel-Marie Gose (GER)                                                           | 4 min 7 s 96   | Kazan 2019  |
| 800 m                  | Giulia Salin (ITA)                                                                | 8 min 29 s 19  | Kazan 2019  |
| 1 500 m                | Giulia Salin (ITA)                                                                | 16 min 13 s 59 | Kazan 2019  |
| Dos                    |                                                                                   |                |             |
| 50 m                   | Daria Vaskina (RUS)                                                               | 27 s 82        | Kazan 2019  |
| 100 m                  | Daria Vaskina (RUS)                                                               | 1 min 0 s 17   | Kazan 2019  |
| 200 m                  | Daryna Zevina (UKR)                                                               | 2 min 10 s 08  | Prague 2009 |
| Brasse                 |                                                                                   |                |             |
| 50 m                   | Benedetta Pilato (ITA)                                                            | 30 s 16        | Kazan 2019  |
| 100 m                  | Rūta Meilutytė (LTU)                                                              | 1 min 5 s 48   | Poznań 2013 |
| 200 m                  | Evgeniia Chikunova (RUS)                                                          | 2 min 23 s 06  | Kazan 2019  |
| Papillon               |                                                                                   |                |             |
| 50 m                   | Anastasiya Shkurdai (BLR)                                                         | 26 s 23        | Kazan 2019  |
| 100 m                  | Anastasiya Shkurdai (BLR)                                                         | 57 s 39        | Kazan 2019  |
| 200 m                  | Emese Kovács (HUN)                                                                | 2 min 8 s 55   | Anvers 2007 |
| Quatre nages           |                                                                                   |                |             |
| 200 m                  | Grainne Murphy (IRL)                                                              | 2 min 14 s 15  | Prague 2009 |
| 400 m                  | Alba Vazquez Ruiz (ESP)                                                           | 4 min 40 s 64  | Kazan 2019  |
| Relais                 |                                                                                   |                |             |
| 4 × 100 m nage libre   | Allemagne Zoe Vogelmann Lena Riedemann Isabel-Marie Gose Maya Tobehn              | 3 min 41 s 24  | Poznań 2013 |
| 4 × 200 m nage libre   | Russie Valeria Salamatina Anastasia Guzhenkova Polina Volkodavova Maria Baklakova | 8 min 1 s 62   | Poznań 2013 |
| 4 × 100 m quatre nages | Russie Daria Vaskina Anastasia-R Makarova Aleksandra Sabitova Ekaterina Nikonova  | 4 min 1 s 83   | Kazan 2019  |

| Épreuve                | Nageuse                                                                      | Temps               | Édition       |
| Nage libre             | Nage libre                                                                   | Nage libre          | Nage libre    |
| ---------------------- | ---------------------------------------------------------------------------- | ------------------- | ------------- |
| 50 m                   | Artem Selin (GER)                                                            | 21 s 83 (EJR)       | Kazan 2019    |
| 100 m                  | Danila Izotov (RUS)                                                          | 48 s 48             | Prague 2009   |
| 200 m                  | Yannick Agnel (FRA)                                                          | 1 min 46 s 58       | Helsinki 2010 |
| 400 m                  | Yannick Agnel (FRA)                                                          | 3 min 46 s 60       | Helsinki 2010 |
| 800 m                  | Ilia Sibirtsev (RUS)                                                         | 7 min 52 s 83       | Kazan 2019    |
| 1 500 m                | Kirill Martynychev (RUS)                                                     | 15 min 01 s 59      | Kazan 2019    |
| Dos                    |                                                                              |                     |               |
| 50 m                   | Kliment Kolesnikov (RUS)                                                     | 24 s 52             | Helsinki 2018 |
| 100 m                  | Kliment Kolesnikov (RUS)                                                     | 53 s 52             | Helsinki 2018 |
| 200 m                  | Kliment Kolesnikov (RUS)                                                     | 1 min 55 s 83       | Helsinki 2018 |
| Brasse                 |                                                                              |                     |               |
| 50 m                   | Alexander Triznov (RUS)                                                      | 27 s 34             | Prague 2009   |
| 100 m                  | Nicolo Martinenghi (ITA)                                                     | 59 s 23             | Netanya 2017  |
| 200 m                  | Daniel Gyurta (HUN)                                                          | 2 min 10 s 71       | Anvers 2007   |
| Papillon               |                                                                              |                     |               |
| 50 m                   | Noè Ponti (SUI)                                                              | 23 s 48             | Kazan 2019    |
| 100 m                  | Egor Kuimov (RUS)                                                            | 51 s 35             | Netanya 2017  |
| 200 m                  | Kristof Milak (HUN)                                                          | 1 min 53 s 79       | Netanya 2017  |
| Quatre nages           |                                                                              |                     |               |
| 200 m                  | Thomas Dean (GBR)                                                            | 1 min 59 s 17       | Helsinki 2018 |
| 400 m                  | Semen Makovich (RUS)                                                         | 4 min 14 s 65       | Poznań 2013   |
| Relais                 |                                                                              |                     |               |
| 4 × 100 m nage libre   | Italie Francesco Donin Fabio Gimondi Luca Leonardi Stefano Mauro Pizzamiglio | 3 min 16 s 58       | Prague 2009   |
| 4 × 200 m nage libre   | Hongrie Kristof Milak Nándor Németh Richard Marton Balazs Hollo              | 7 min 15 s 46       | Netanya 2017  |
| 4 × 100 m quatre nages | Italie Thomas Ceccon Nicolò Martinenghi Federico Burdisso Davide Nardini     | 3 min 35 s 24 (EJR) | Netanya 2017  |